# Marius Toba
Marius Toba, geb. Tobă, (* 9. Januar 1968 in Reșița) ist ein ehemaliger deutscher Kunstturner rumänischer Herkunft.
Toba wuchs in der rumänischen Stadt Reșița auf, wo er im Alter von vier Jahren mit dem Turnen begann. 1986 wechselte er zu Steaua Bukarest und wurde in den Junioren-Nationalkader aufgenommen. Bei der Junioren-EM in Karlsruhe im selben Jahr gewann er den Titel an den Ringen.
1987 nahm Toba zum ersten Mal an den Weltmeisterschaften teil und erreichte mit der rumänischen Turnriege den siebten Platz. Den gleichen Platz erturnten sich die Rumänen auch bei den Olympischen Spielen 1988 in Seoul.
Nach der Rumänischen Revolution 1989 zog Toba nach Deutschland und erhielt 1991 die deutsche Staatsbürgerschaft. 1992 wurde er Deutscher Meister an Boden, Barren, Reck und an den Ringen. Bei den Turn-Europameisterschaften im selben Jahr hatte er seinen ersten internationalen Start für Deutschland und wurde Fünfter an den Ringen. 1994 gewann Toba bei den Europameisterschaften mit der deutschen Mannschaft die Bronzemedaille und bei den Turn-Weltmeisterschaften 1994 in Dortmund erreichte die deutsche Equipe den fünften Platz. In diesem Jahr wurde er auch deutscher Mehrkampfmeister.
Bei den Turn-Weltmeisterschaften 1995 wurde Toba Vierter an den Ringen und Siebter mit der Mannschaft. 1996 nahm Toba an seinen zweiten Olympischen Spielen teil. In Atlanta wurde er an den Ringen und mit der Mannschaft Siebter. Bei den Europameisterschaften im selben Jahr wurde er Vize-Europameister an den Ringen.
Bei den Europameisterschaften 2000 war Toba Fünfter an den Ringen und mit der Mannschaft. Für die Olympischen Spiele hatte sich der 32-jährige Toba aber nicht mehr qualifiziert. Erst zwei Tage vor dem Abflug der deutschen Mannschaft nach Sydney erfuhr er von seiner Nachnominierung, weil mehrere Turner verletzungsbedingt absagen mussten. In Australien war Toba der älteste Sportler im gesamten Turnerfeld und schaffte als einziger Deutscher die Qualifikation für ein Gerätefinale und wurde am Schluss Sechster an den Ringen.
Marius Toba hat zwei Kinder. Sein Sohn Andreas Toba nahm an den Turnwettkämpfen der Olympischen Spiele 2016 in Rio teil.